# Île Chesterfield
Ne doit pas être confondu avec Îles Chesterfield.
L'île Chesterfield est une île malgache du canal du Mozambique située au large du cap Saint-André, dans l'océan Indien.
Elle couvre une superficie d'environ 3500 kilomètre carré.